# Malaxis histionantha
Malaxis histionantha är en orkidéart som först beskrevs av Heinrich Friedrich Link, och fick sitt nu gällande namn av Leslie Andrew Garay och Galfrid Clement Keyworth Dunsterville. Malaxis histionantha ingår i släktet knottblomstersläktet, och familjen orkidéer. Inga underarter finns listade i Catalogue of Life.